# Рапења (Мачерата)
Рапења (итал. Rapegna) насеље је у Италији у округу Мачерата, региону Марке.
Према процени из 2011. у насељу је живело 37 становника. Насеље се налази на надморској висини од 823 м.